# ويليام ويلان
ويليام ويلان (بالإنجليزية: William Whelan)‏ هو ضابط أمريكي، ولد في 1 سبتمبر 1808 في فيلادلفيا في الولايات المتحدة، وتوفي في 11 يونيو 1865 في واشنطن العاصمة في الولايات المتحدة.